# Diathrausta semilunalis
Diathrausta semilunalis is een vlinder uit de familie van de grasmotten (Crambidae), uit de onderfamilie van de Spilomelinae. De wetenschappelijke naam van deze soort is voor het eerst voorgesteld door Koen Maes in een publicatie uit 2006.
De soort komt voor in Congo-Kinshasa en Zuid-Afrika.